# Крымская лаборатория ГАИШ МГУ
Крымская лаборатория ГАИШ МГУ имени Э. А. Дибая — астрономическая обсерватория, основанная в 1958 году в посёлке Научный в Крыму. Является наблюдательной станцией ГАИШ МГУ.
Находится в непосредственной близости от Крымской астрофизической обсерватории и отделена от неё сосновой лесополосой.

## Названия обсерватории
- Крымская астрономическая станция ГАИШ МГУ имени М. В. Ломоносова (КАС ГАИШ МГУ)
- Крымская станция ГАИШ МГУ
- Крымская лаборатория ГАИШ МГУ
- Крымская лаборатория ГАИШ МГУ им. Э. А. Дибая
- Крымская станция ГАИШ МГУ им. Э. А. Дибая
- Южная лаборатория ГАИШ
- Южная станция ГАИШ
- Представительство — Крымская лаборатория ГАИШ
- Научный-2

## Руководители обсерватории
- Е. А. Колотилов — директор

## Инструменты обсерватории
- 125-см рефлектор ЗТЭ (ЗТЭ — Зеркальный телескоп им. Энгельгардта) (Кассегрен) (D = 1250 мм, f = 5000 мм) (1961 год, сконструированный по техническому заданию, разработанному в Энгельгардтовской обсерватории; ЛОМО)
- ЗТЛ-180 (D = 180 мм, f = 2360 мм) (1958 год)
- Светосильный Цейс-400 (D = 400 мм, F = 1600 мм), астрограф-рефрактор, из Кучино (1958 год) — этот инструмент в 1944—1945 годах был установлен в Зоннебергской обсерватории. Ц-400 был заказан лично Куно Хофмейстером для своих работ в области поиска переменных звёзд.
- 50-см менисковый телескоп АЗТ-5 из Москвы (D = 500 мм, F = 2000 мм) (1958 год)
- 48-см зеркальный телескоп АЗТ-14 (D = 480 мм, F = 7715 мм) (1965 год)
- Цейсс-600 (D = 600 мм, F = 7200 мм) (1969 год)

В настоящее время наиболее активная работа ведётся на ЗТЭ и двух телескопах Цейсс-600. 50-см телескоп АЗТ-5 переоборудован под работу с ПЗС-матрицей и продолжает работать. 40-см астрограф оказался малопригоден к работе с цифровыми приёмниками изображения и в настоящее время не используется. Телескоп АЗТ-14 уступил своё место под куполом второму телескопу Цейсс-600. Зенит-телескоп ЗТЛ-180 также был давно демонтирован.

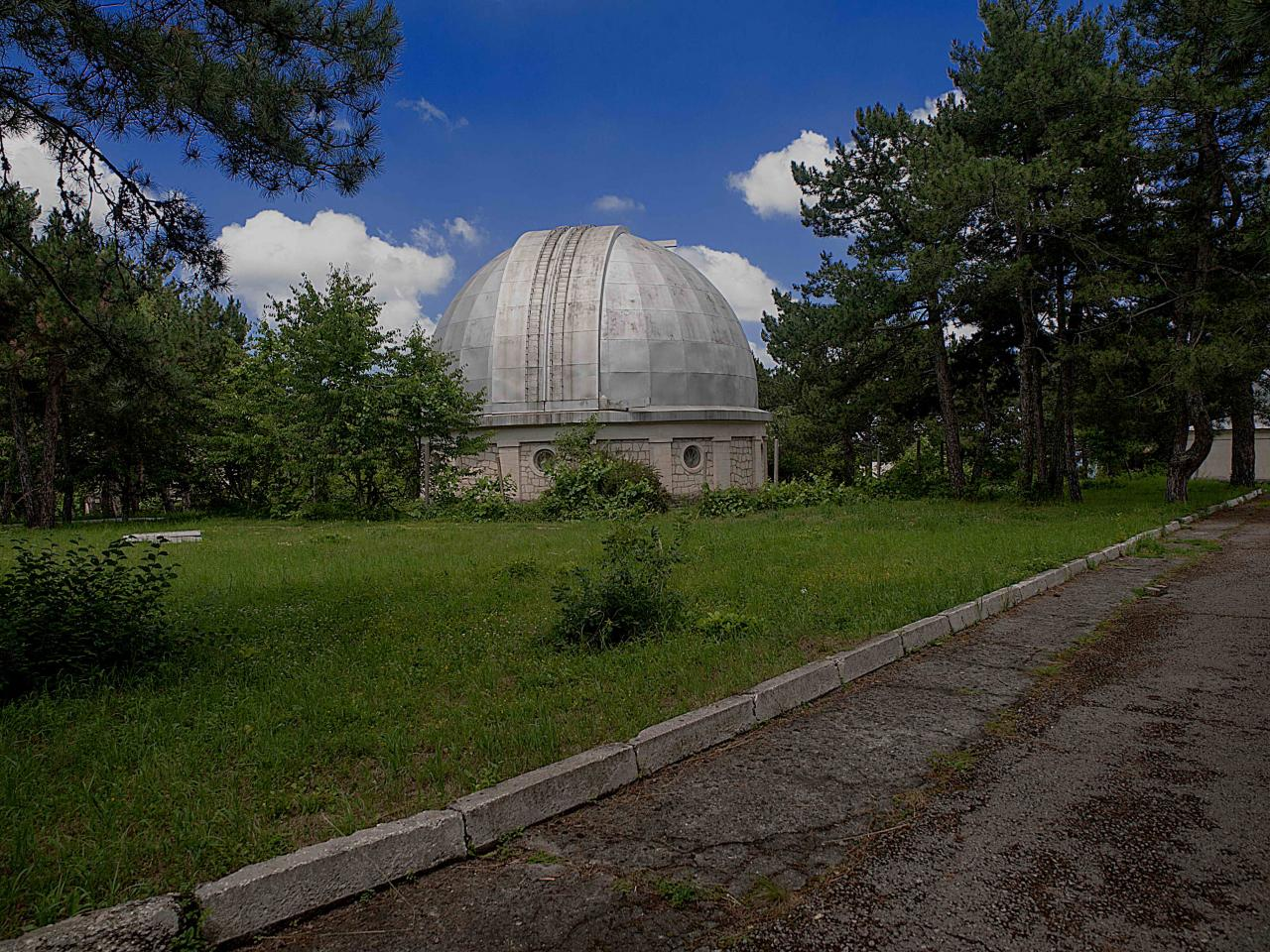
125-см рефлектор, зеркальный телескоп им. Энгельгардта
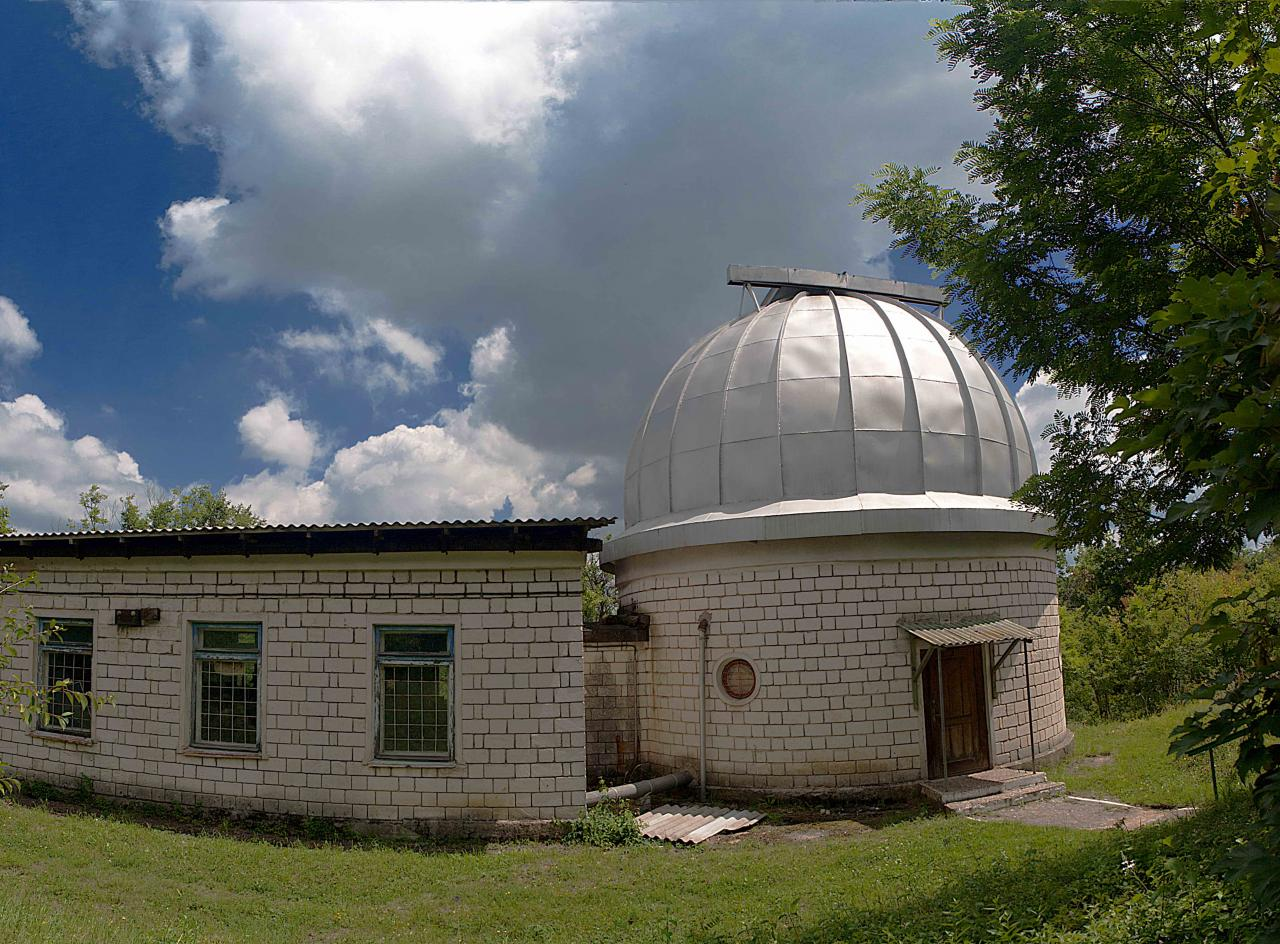
Цейсс-600 известный как Цейсс-1
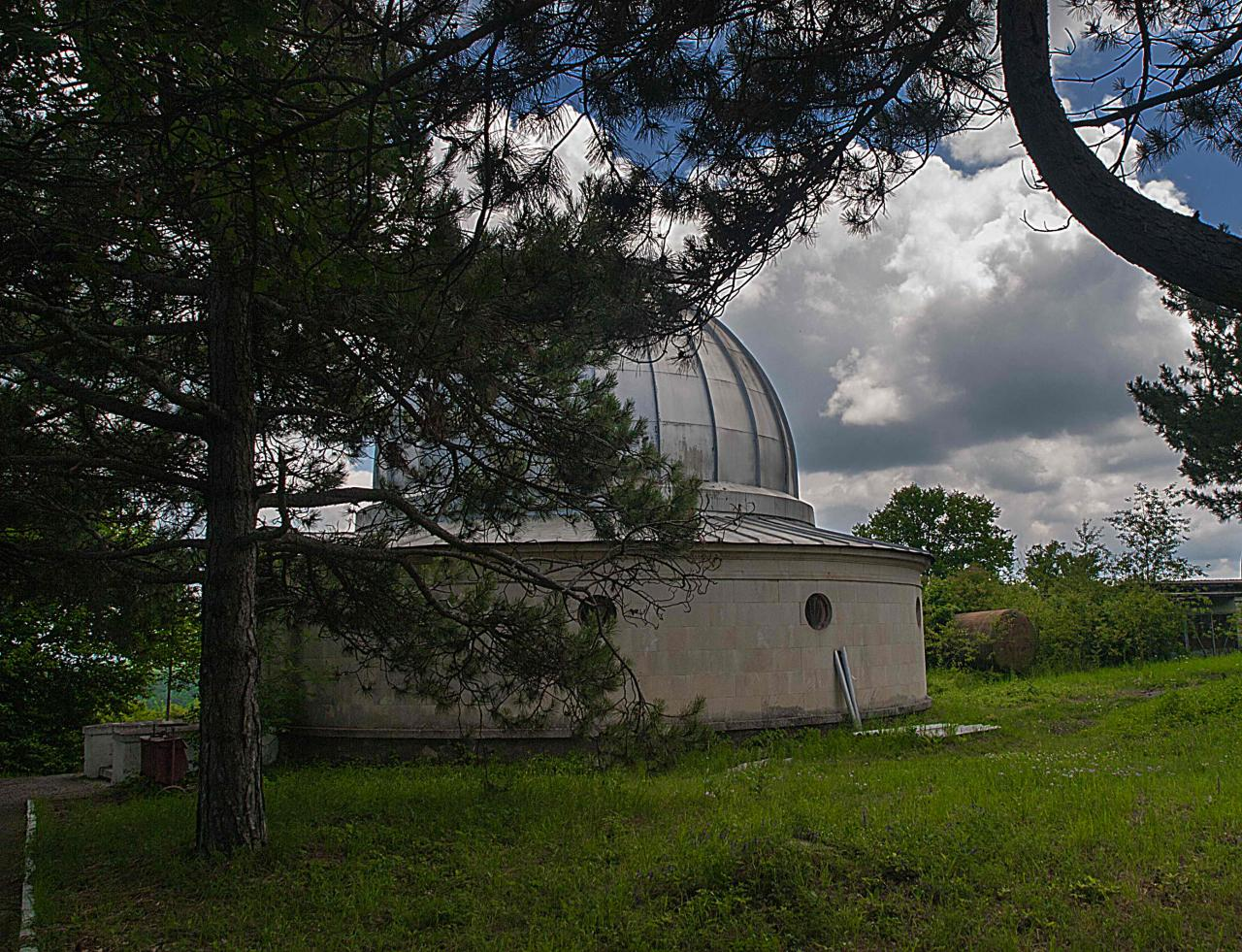
Цейсс-600 известный как Цейсс-2

## Направления работ
- Учебная — практика студентов
- Исследовательская:

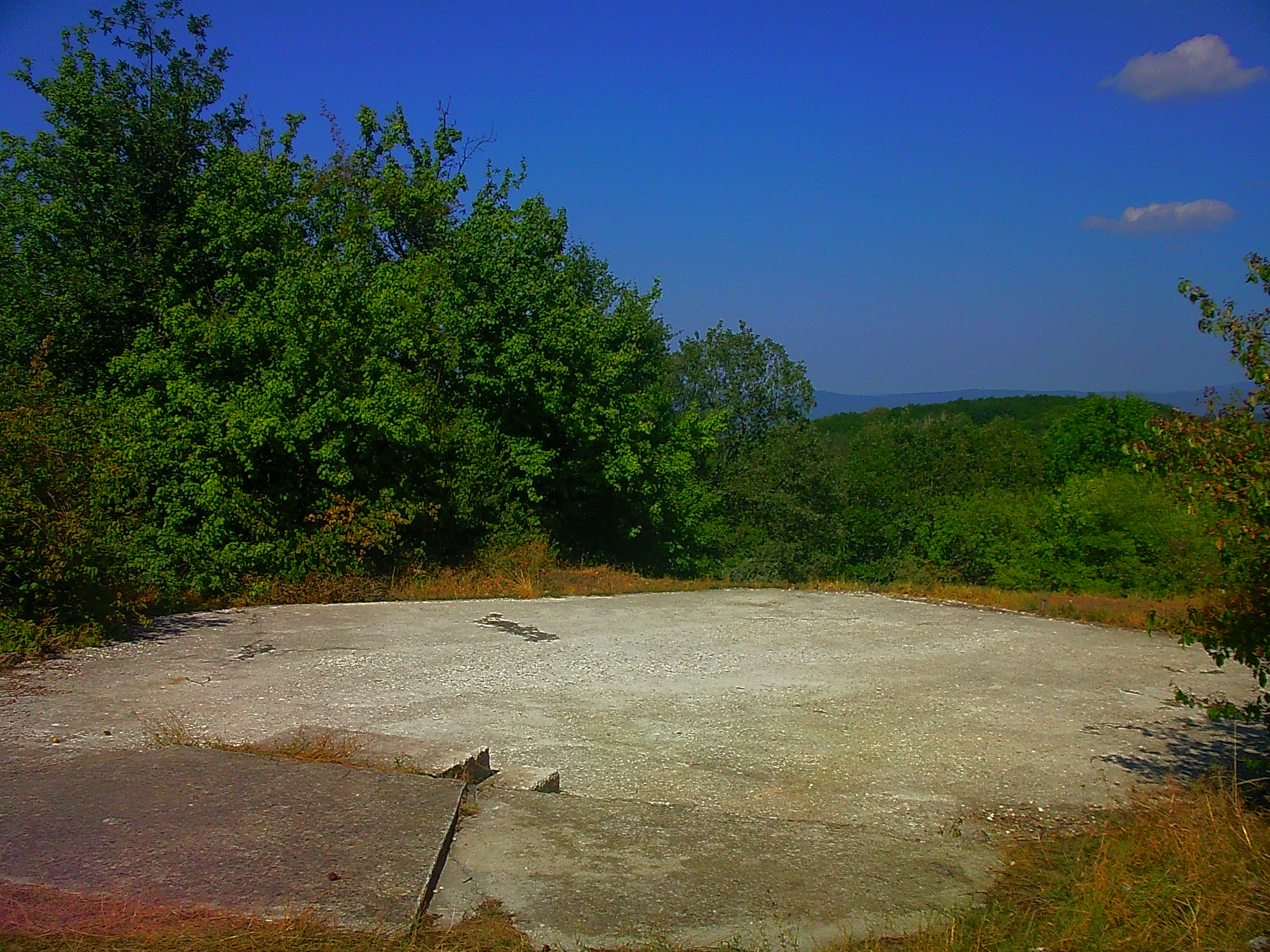
Площадка для наблюдений с телескопов на территории лаборатории

- Фотометрия переменных звёзд в оптическом и ИК-диапазонах
- Спектральные исследования
- Оптическое производство
- Наблюдения ИСЗ
- Поиски сверхновых

На территории южной станции ГАИШ МГУ находится роботизированный телескоп, участвующий в программе «Мастер», нацеленной на изучение космического пространства и предупреждение о приближающихся внеземных объектах.

## Основные достижения
- Богатая фототека: более 20000 фотопластинок с 40-см астрографа размером 30х30 см, полученных в рамках программы исследования переменных звёзд в Крымской лаборатории ГАИШ в 1957—1995 гг.
- Создание множества светосильных широкоугольных телескопов Г. В. Борисовым

## Известные сотрудники
- Виктор Михайлович Лютый[2]
- Эрнст Апушевич Дибай
- Валерий Юзефович Теребиж
- Геннадий Владимирович Борисов